# Odborové sdružení českoslovanské
Die Odborové sdružení českoslovanské (OSČ, deutsch Tschechoslowakische Gewerkschaftszentrale) wurde 1897 als – neben der 1893 gegründeten Reichsgewerkschaftskommission – zweite sozialistische Gewerkschaftszentrale in Cisleithanien gebildet.

## Geschichte
Während die OSČ in den ersten Jahren ihres Bestehens faktisch als föderalisierter „Prager“ bzw. mittelböhmischer Teil der Reichsgewerkschaftskommission wirkte, verstärkten sich ab 1904 ihre Autonomiebestrebungen vor allem in den zunehmend zentralisierten Berufsorganisationen. Der Prozess der Entfremdung zwischen den beiden überberuflichen Zentralkommissionen war schließlich ebenso von einem Prozess der Spaltung, aber auch dem Durchbruch der OSČ zur bedeutendsten Gewerkschaftszentrale für tschechische Mitglieder im Habsburgerstaat begleitet.

## Struktur- und Mitgliederentwicklung
Die innere Struktur der OSČ folgte einem strikten Zentralisierungsmodell, welches in der Vorkriegszeit vor allem von der reichsdeutschen Bewegung theoretisch vorgegeben wurde. Analog zur „Wiener“ Reichsgewerkschaftskommission strebte die „Prager“ OSČ hier zwar ebenfalls die Zusammenfassung der ArbeiterInnenschaft in Industriegruppen an. Im Gegensatz zum übernationalen Konzept der „Wiener“ Zentrale sollte sich die Gewerkschaftsorganisation aber für die Proponenten der OSČ auch nach nationalen Kriterien gliedern. In der Praxis versuchte die OSČ dieses Prinzip allerdings erst in den letzten Vorkriegsjahren konsequent umzusetzen. Der Durchbruch zur Massengewerkschaft für das tschechische Proletariat folgte letztlich auch im Kontext mit diesen Bemühungen: In zwei Phasen 1906/07 und 1911/1912 stieg die Mitgliedschaft schließlich auf 107.263 Personen (1912) an. Ein bedeutender Teil tschechischer Gewerkschaftsmitglieder verblieb allerdings im Rahmen der Reichsgewerkschaftskommission (ca. 70.000) oder organisierte sich in nationalen, nichtsozialistischen Organisationen.

## Bedeutende Funktionäre vor 1914
- Antonín Němec, Vorsitzender
- Josef Roušar, Sekretär
- Josef Steiner, Sekretär
- Josef Hybeš, tschechischer Gewerkschaftspionier
- Rudolf Tayerle, Metaller und Gewerkschaftsführer der Nachfolgeorganisation in der Tschechoslowakei